# August Erlingmark
August Erlingmark (sinh ngày 22 tháng 4 năm 1998) là một cầu thủ bóng đá người Thụy Điển thi đấu cho IFK Göteborg ở vị trí tiền vệ. Anh là con trai của cựu đội trưởng IFK Göteborg và cầu thủ đội tuyển quốc gia Magnus Erlingmark.